# Saujac
Saujac ist eine südfranzösische Gemeinde mit 125 Einwohnern (Stand: 1. Januar 2022) im Département Aveyron in der Region Okzitanien. Sie gehört zum Arrondissement Villefranche-de-Rouergue und zum Kanton Villeneuvois et Villefranchois. Die Einwohner werden Saujacois und Saujacoises genannt.

## Lage
Saujac liegt etwa 56 Kilometer westnordwestlich von Rodez am Lot. Umgeben wird Saujac von den Nachbargemeinden Montbrun im Norden, Ambeyrac im Nordosten, Montsalès im Osten, Ols-et-Rinhodes im Südosten, La Capelle-Balaguier im Süden und Südosten, Salvagnac-Cajarc im Südwesten und Westen sowie Cadrieu im Westen und Nordwesten.

## Bevölkerungsentwicklung
| Jahr                       | 1962 | 1968 | 1975 | 1982 | 1990 | 1999 | 2006 | 2019 |
| Einwohner                  | 187  | 172  | 161  | 155  | 136  | 139  | 134  | 122  |
| Quellen: Cassini und INSEE |      |      |      |      |      |      |      |      |

## Sehenswürdigkeiten

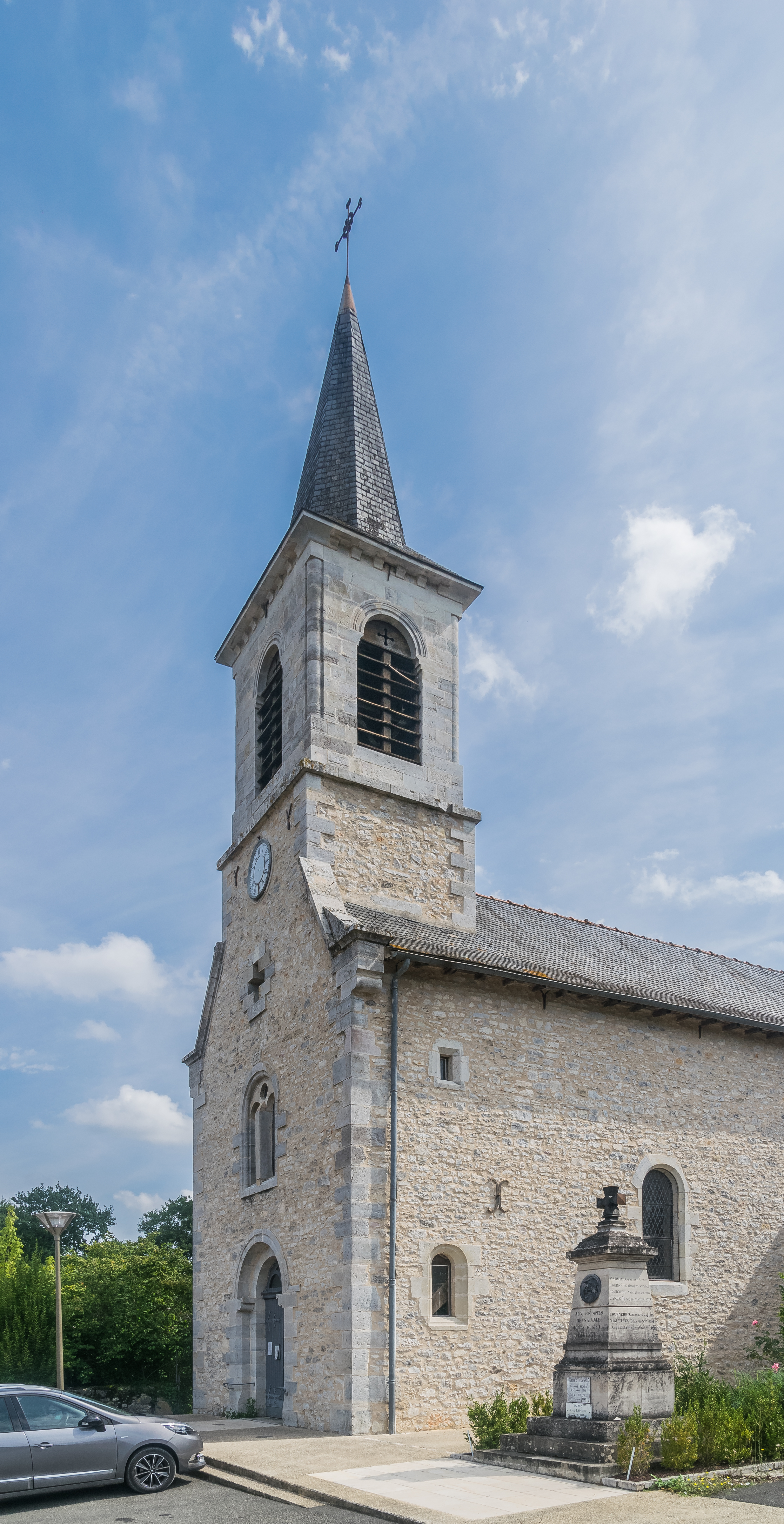
Kirche Saint-Jean-Baptiste

- Kirche Saint-Jean-Baptiste